# Andrew Roborecki
Andrew Roborecki D.D. (* 12. Dezember 1910 in Welyki Mosty, Ukraine; † 24. Oktober 1982 in Toronto, Kanada) war der erste ukrainisch griechisch-katholische Bischof von Saskatoon in Kanada.

## Leben
Andrew Roborecki kam im Alter von knapp drei Jahren mit seinen Eltern Jacob und Anastasia Roberecki aus der Ukraine nach Kanada. Nach dem Studium in Winnipeg und Toronto wurde er am 18. Juli 1934 von Erzbischof Basil Ladyka OSBM (Erzeparchie Winnipeg) zum Priester geweiht. Nachdem er als Seelsorger in Winnipeg, Dauphin und Roblin tätig war, wurde er zum Pastor der St. Josaphat Gemeinde in Winnipeg berufen und blieb hier für vierzehn Jahre.
Am 14. Februar 1948 wurde Roborecki zum Weihbischof in Zentral-Kanada berufen und zum Titularbischof von Tanais ernannt. Am 27. Mai 1948 weihte ihn Erzbischof Basil Ladyka und die Mitkonsekratoren Erzbischof Constantine Bohacewskyi (Apostolischer Exarch der Vereinigten Staaten) und Bischof Neil Nicholas Savaryn OSBM (Apostolischer Exarch von Westkanada) zum Bischof. Am 10. März 1951 ernannte ihn Papst Pius XII. (1939–1958) zum Apostolischen Exarchen des neu gegründeten Apostolischen Exarchats Saskatoon.
Seine erste Aufgabe bestand im Aufbau einer Kirchenhierarchie und die Koordinierungsarbeit zwischen den verschiedenen Einrichtungen und Organisationen der Ukrainischen Griechisch-Katholischen Kirche im Bistum Saskatoon sicherzustellen. Hierzu berief er das erste Kirchenparlament nach Saskatoon und etablierte einen Kirchenrat. 1956 wurde Roborecki zum ersten Bischof der nun zur Eparchie erhobenen Diözese Saskatoon ernannt. Bischof Roborecki war Teilnehmer an den vier Sitzungsperioden des Zweiten Vatikanischen Konzils (1962–1965) und Mitkonsekrator bei Bischof Demetrius Martin Greschuk.

## Andrew Roborecki Foundation
Die Andrew Roborecki Stiftung, die 1982 nach seinem Tod gegründet wurde, ist eine karitative Organisation mit Sitz in Saskatoon. Sie finanziert sich durch Spenden, steuerliche Zuwendungen und Mitgliedsbeiträgen. Der „Geistliche Rat“ ist der Bischof von Saskatoon, derzeit durch Bryda Joseph Bayda gestellt. Die Stiftung betreut das Priesterseminar in Ottawa, katholische Bildungseinrichtungen und gewährt finanzielle Unterstützung für Priesteramtskandidaten.

## Das Sheptytsky Institut
Im September 1977 hatte Papst Paul VI. (1963–1978) die Eparchien aufgerufen in ihren Bistümern „Religious Education Center“ zu errichten. Bischof Roborecki nahm diesen Wunsch auf und gründete eine bischöfliche Bildungseinrichtung, die später den Namen „Sheptytsky Institute“ benannt nach Andrej Alexander Scheptyzkyj, dem früheren Großerzbischof von Lemberg und Metropolit der Ukrainischen Griechisch-Katholischen Kirche in der Ukraine, erhielt. Im Programmangebot stehen Bildungsangebote für Jugendliche und Erwachsene.